# Gezinscoach
Een gezinscoach is een hulpverlener, die probleemgezinnen (multi-probleemgezin) bijstaat. De primaire taak van een gezinscoach is overzicht aanbrengen in de hulp die het gezin reeds van andere instanties ontvangt. De gezinscoach handelt in het belang van de kinderen en van de ouders.
Het idee van de gezinscoach ontstond na de brand in juli 2002 in Roermond waarbij zes kinderen om het leven kwamen. Het huis was door de vader in brand gestoken. Uit onderzoek bleek dat de hulpverlening aan het gezin te wensen over had gelaten. Eind 2003 werd in Limburg bij twintig gezinnen op vrijwillige basis een experiment met de gezinscoach begonnen. 
Toen op 1 januari 2005 de Wet op de Jeugdzorg werd aangenomen kreeg de functie een wettelijk erkende status.